# Championnats du monde de cyclisme sur route 2005
Navigation
Vérone 2004 Salzbourg 2006
Les Championnats du monde de cyclisme sur route 2005 ont lieu du 21 au 25 septembre à Madrid en Espagne.

## Résultats
| Épreuves :                            | Or                          | Or              | Argent                       | Argent | Bronze                        | Bronze |
| Épreuves masculines                   |                             |                 |                              |        |                               |        |
| Course en ligne Résultats détaillés   | Tom Boonen Belgique         | 6 h 26 min 10 s | Alejandro Valverde Espagne   | + 0 s  | Anthony Geslin France         | + 0 s  |
| Contre-la-montre Résultats détaillés  | Michael Rogers Australie    | 53 min 34 s     | José Iván Gutiérrez Espagne  | + 23 s | Fabian Cancellara Suisse      | + 23 s |
| Épreuves masculines - moins de 23 ans |                             |                 |                              |        |                               |        |
| Course en ligne Résultats détaillés   | Dmytro Grabovskyy Ukraine   | 3 h 26 min 23 s | William Walker Australie     | + 26 s | Evgeny Popov Russie           | + 26 s |
| Contre-la-montre Résultats détaillés  | Mikhail Ignatiev Russie     | 47 min 24 s     | Dmytro Grabovskyy Ukraine    | + 34 s | Peter Latham Nouvelle-Zélande | + 37 s |
| Épreuves féminines                    |                             |                 |                              |        |                               |        |
| Course en ligne Résultats détaillés   | Regina Schleicher Allemagne | 3 h 08 min 52 s | Nicole Cooke Grande-Bretagne | + 0 s  | Oenone Wood Australie         | + 0 s  |
| Contre-la-montre Résultats détaillés  | Karin Thürig Suisse         | 28 min 51 s     | Joane Somarriba Espagne      | + 5 s  | Kristin Armstrong États-Unis  | + 39 s |

## Tableau des médailles
| Rang | Nation           | Médaille d'or | Médaille d'argent | Médaille de bronze | Total |
| ---- | ---------------- | ------------- | ----------------- | ------------------ | ----- |
| 1    | Australie        | 1             | 1                 | 1                  | 3     |
| 2    | Ukraine          | 1             | 1                 | 0                  | 2     |
| 3    | Suisse           | 1             | 0                 | 1                  | 2     |
| 3    | Russie           | 1             | 0                 | 1                  | 2     |
| 5    | Belgique         | 1             | 0                 | 0                  | 1     |
| 5    | Allemagne        | 1             | 0                 | 0                  | 1     |
| 7    | Espagne          | 0             | 3                 | 0                  | 3     |
| 8    | Grande-Bretagne  | 0             | 1                 | 0                  | 1     |
| 9    | France           | 0             | 0                 | 1                  | 1     |
| 9    | Nouvelle-Zélande | 0             | 0                 | 1                  | 1     |
| 9    | États-Unis       | 0             | 0                 | 1                  | 1     |